# Gurtnellen
Gurtnellen – miejscowość i gmina w Szwajcarii, w kantonie Uri. Leży nad rzeką Reuss.

## Demografia
W Gurtnellen mieszka 514 osób. W 2021 roku 8,9% populacji gminy stanowiły osoby urodzone poza Szwajcarią. 

## Transport
Przez teren gminy przebiegają autostrada A2 oraz droga główna nr 2.